# Andrea Pisano

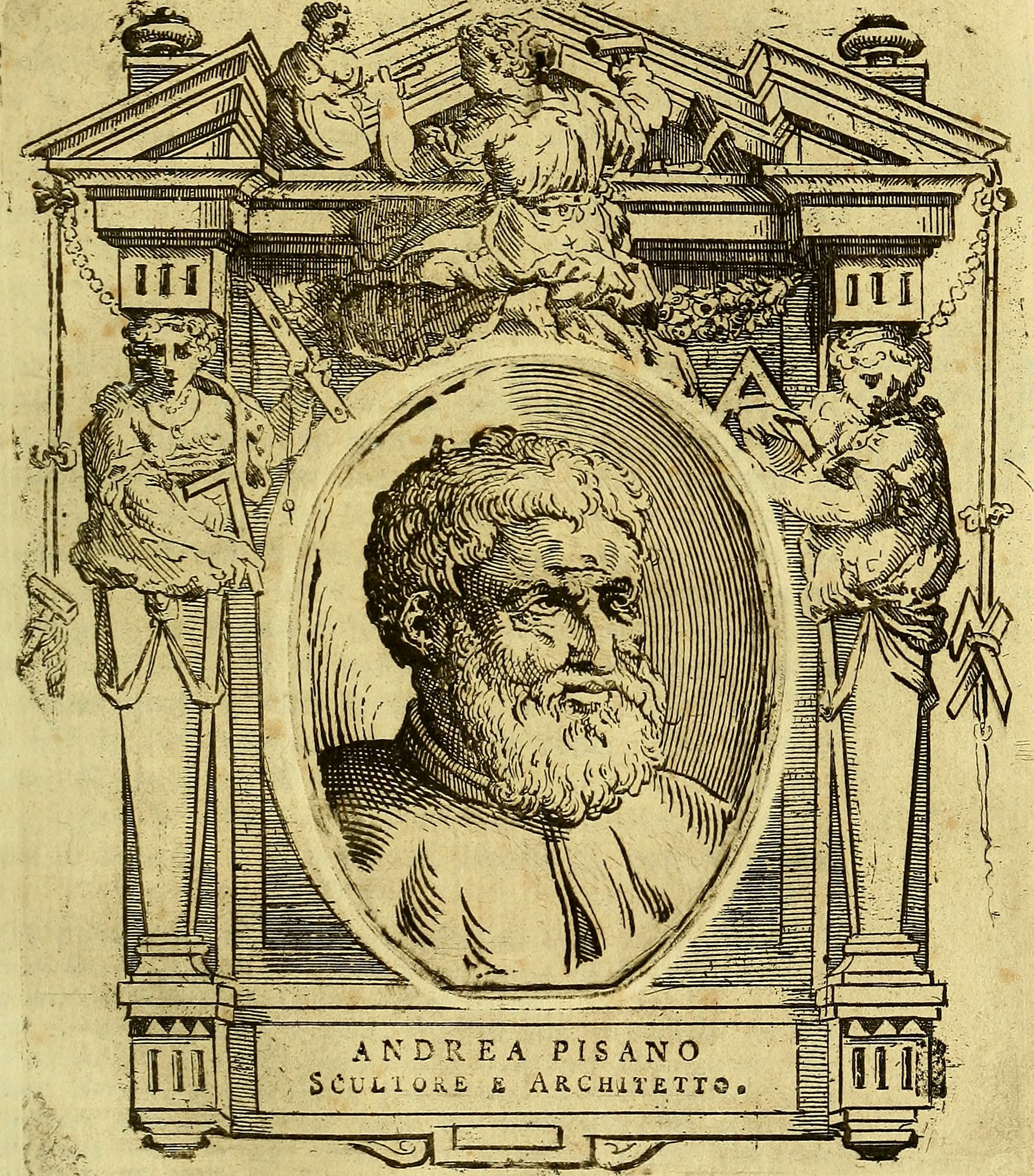
Andrea Pisano

Andrea Pisano (* um 1290 in Pontedera bei Pisa; † um 1348 in Orvieto), auch bekannt als Andrea da Pontedera, war ein italienischer Bildhauer, Goldschmied und Architekt.
Er war der bedeutendste italienische Bildhauer des Trecento.

## Leben und Werk
Andrea Pisano lernte zunächst das Handwerk des Goldschmiedes. Um 1300 wurde er Schüler von Mino di Giovanni und arbeitete mit ihm an den Skulpturen für Santa Maria della Spina in Pisa, aber auch an anderen Orten. Seine Hauptwerke schuf er in Florenz.
Sein Stil wurde mehr durch das Vorbild der Malerei Giotto di Bondones geprägt als durch seinen früheren Meister.
Er schuf in den Jahren 1330–1336 die älteste südliche Bronzetür des Baptisteriums von Florenz (die anderen beiden sind von Lorenzo Ghiberti) – das einzige mit Sicherheit von ihm geschaffene Werk, das erhalten ist. Die übrigen unter seinem Namen geführten Werke wurden ihm auf Grund ihrer Ähnlichkeit mit der Bronzetür oder schriftlicher Überlieferung (besonders durch Vasari) zugeschrieben. Die Tür besteht aus einer Reihe von kleinen quadratischen Bronzeplatten. Die unteren acht enthalten einzelne sitzende Figuren der Tugenden, die übrigen Szenen aus dem Leben Johannes’ des Täufers. Die Signatur lautet ANDREA UGOLINI NINI DE PISIS, „Andrea (Sohn) des Ugolino (Sohn) des Nino aus Pisa“. Andreas Vater Ugolino war Notar in Pontedera bei Pisa gewesen.
Während seines Aufenthaltes in Florenz schuf Andrea Pisano vermutlich auch wichtige Marmorskulpturen; sie alle zeigen einen starken Einfluss von Giotto.
Im Jahr 1340 erlangte er die Stelle des Dombaumeisters der Stadt Florenz als Nachfolger des 1337 verstorbenen Giotto und setzte den von diesem begonnenen Bau des Campanile der Kathedrale von Florenz fort. Dort werden ihm eine Reihe von Reliefs, vor allem der Sockelzone, zugeschrieben, die möglicherweise Giotto entworfen hatte; zum Beispiel die doppelten Bandreliefs des großen Glockenturms. Diese thematisieren die vier großen Propheten, die sieben Tugenden, die sieben Sakramente, die sieben Werke der Barmherzigkeit und die sieben Planeten.
Der Dom von Florenz enthält viele weitere von Giotto entworfene und von Pisano ausgeführte Werke aus Marmor.

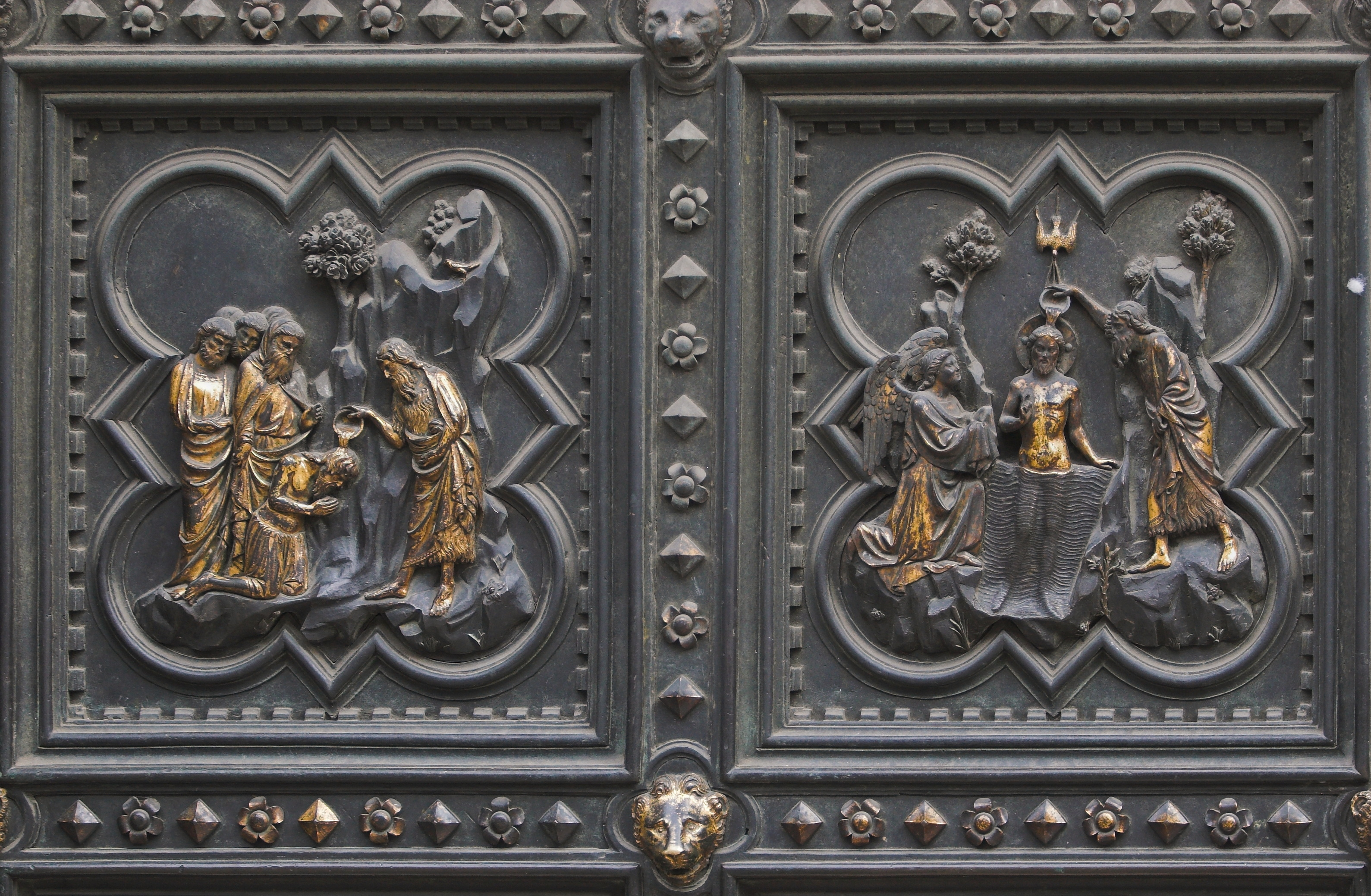
Ausschnitt der südlichen Bronzetür des Baptisteriums San Giovanni von Florenz

Im Jahr 1347 wurde er Dombaumeister an der Kathedrale von Orvieto.
Er arbeitete an der Fassade, die bereits von Lorenzo Maitani entworfen und begonnen worden war, und schuf eine marmorne Marienstatue. Reste davon und ein Engeltorso sind im dortigen Museum ausgestellt.
Andrea Pisano hatte zwei Söhne: Nino Pisano (1315–1370), dem gelang es, seinem Vater als Dombaumeister am Dom von Orvieto nachzufolgen. Und Tommaso Pisano, der sich unter anderem durch die Fertigstellung des Schiefen Turms von Pisa im Jahr 1372 auf Basis der Pläne von Bonanno Pisano profilieren konnte.
Giorgio Vasari berichtet in seinen Lebensbeschreibungen der wichtigsten italienischen Künstler auch über die Bildhauerfamilie Pisano. Verwandtschaftliche Beziehungen zu den älteren Meistern  Nicola und Giovanni Pisano sind nicht nachgewiesen.
Pisanos bedeutendster Schüler war Andrea di Cione, besser bekannt als Andrea Orcagna. Ein anderer bekannter Schüler, Giovanni di Balduccio, führte die Arbeiten am Schrein des Sant’Eustorgio in Mailand aus.